# Pectinidae
Pectinidae Rafinesque, 1815 è una famiglia di molluschi bivalvi appartenente all'ordine Pectinida.

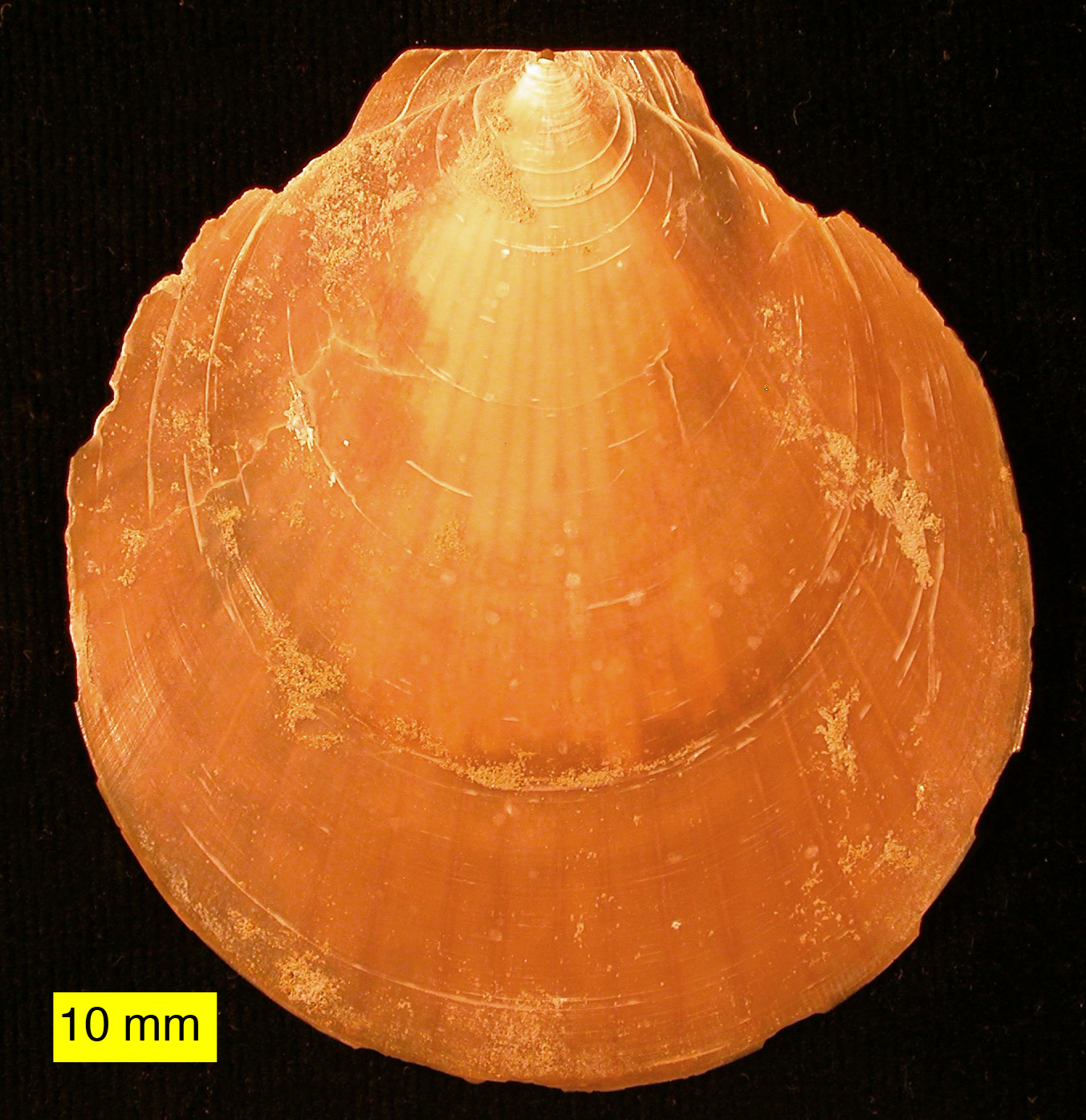
Ammusium cristatum

## Distribuzione e habitat
Le capesante si trovano in tutti gli oceani del mondo, con il maggior numero di specie nella regione indopacifica. La maggior parte delle specie vive in acque relativamente basse, dalla linea di bassa marea fino a 100 metri, mentre altre preferiscono acque molto più profonde. Sebbene alcune specie abitino solo habitat molto ristretti, la maggior parte è opportunista e può vivere in un'ampia varietà di condizioni. Le capesante vivono all'interno, sopra o sotto rocce, coralli, detriti, erba marina, alghe, sabbia o fango. La maggior parte delle capesante inizia la propria vita come giovanili attaccati in modo casuale, una capacità che alcune mantengono per tutta la vita, mentre altre si trasformano in adulti che vivono liberamente.

## Come cibo
Nella cucina galiziana le capesante sono cucinate al forno con pangrattato, prosciutto e cipolle. Nella cucina giapponese le capesante possono essere servite in zuppa o cucinate come sashimi o sushi. Nel sushi, hotategai (帆立貝, _BOS_扇) è la tradizionale capasanta di riso, mentre kaibashira (貝柱) può essere una capasanta di mare, più comunemente utilizzata per preparare altri tipi di molluschi con polpa di forma rotonda (muscolo guida), come l'Atrina (帶子). La capasanta essiccata è conosciuta nella cucina cantonese cinese come conpoi (乾瑤柱, 乾貝, 干貝). Esiste un'opzione di cottura che prevede che le capesante vengano saltate in padella da entrambi i lati con burro, aglio, sale e pepe. Le capesante affumicate vengono talvolta servite come appetito o utilizzate come ingrediente in una varietà di piatti e antipasti.

## Tassonomia
- Sottofamiglia Adamussiinae Habe, 1977
  - Adamussium Thiele, 1934
- Sottofamiglia Austrochlamydinae Jonkers, 2003
  - Austrochlamys Jonkers, 2003
- Sottofamiglia Camptonectinae Habe, 1977
  - Camptonectes Agassiz, 1864
  - Ciclopecten Seguenza, 1877
  - Delectopecten Stewart, 1930
  - Hyalopecten Verrill, 1897
  - Lyropecten Conrad, 1862
  - Pseudohinnites Dijkstra, 1989
  - Sinepecten Schein, 2006
  - Palliorum Oyama, 1944 (nomen nudum)
- Sottofamiglia Chlamydinae Teppner, 1922
  - Azumapecten Habe, 1977
  - Chlamys Röding, 1798
  - Complicachlamys Iredale, 1939
  - Coralichlamys Iredale, 1939
  - Equichlamys Iredale, 1929
  - Hemipecten A. Adams & Reeve, 1849
  - Laevichlamys Waller, 1993
  - Manupecten Monterosato, 1872
  - Notochlamys Cotton, 1930
  - Pascahinnites Dijkstra & Raines, 1999
  - Scaeochlamys Iredale, 1929
  - Semipallium Jousseaume, 1928
  - Swiftopecten Hertlein, 1935
  - Talochlamys Iredale, 1929
  - Veprichlamys Iredale, 1929
  - Zygochlamys Ihering, 1907
  - Caribachlamys Waller, 1993
  - Crassadoma F. R. Bernard, 1986
  - Duplipecten Marwick, 1928 †
  - Eburneopecten Conrad, 1865
  - Mizuhopecten Masuda, 1963
  - Patinopecten Dall, 1898
  - Janupecten Marwick, 1928 †
  - Kaparachlamys Boreham, 1965
  - Lentipecten Marwick, 1928 †
  - Phialopecten Marwick, 1928†
  - Sectipecten Marwick, 1928 †
  - Serripecten Marwick, 1928 †
  - Towaipecten Beu, 1995 †
  - Lamellipecten Dijkstra & Maestrati, 2010
- Sottofamiglia Palliolinae Korobkov, 1960
  - Karnekampia H. P. Wagner, 1988
  - Lissochlamys Sacco, 1897
  - Mesopeplum Iredale, 1929
  - Palliolum Monterosato, 1884
  - Placopecten Verrill, 1897
  - Pseudamussium Mörch, 1853
- Sottofamiglia Pectininae Rafinesque, 1815
  - Anguipecten Dall, Bartsch & Rehder, 1938
  - Antillipecten Waller, 2011
  - Bractechlamys Iredale, 1939
  - Decatopecten G. B. Sowerby II, 1839
  - Excellichlamys Iredale, 1939
  - Glorichlamys Dijkstra, 1991
  - Gloripallium Iredale, 1939
  - Juxtamusium Iredale, 1939
  - Mirapecten Dall, Bartsch & Rehder, 1938
  - Nodipecten Dall, 1898
  - Amusium Röding, 1798
  - Annachlamys Iredale, 1939
  - Dentamussium Dijkstra, 1990
  - Euvola Dall, 1898
  - Flexopecten Sacco, 1897
  - Haumea Dall, Bartsch & Rehder, 1938
  - Leopecten Masuda, 1971
  - Minnivola Iredale, 1939
  - Oppenheimopecten Teppner, 1922 †
  - Pecten O. F. Müller, 1776
  - Serratovola Habe, 1951
  - Volachlamys Iredale, 1939
  - Ylistrum Mynhardt & Alejandrino, 2014
- Sottofamiglia Pedinae Bronn, 1862
  - Aequipecten P. Fischer, 1886
  - Argopecten Monterosato, 1889
  - Cryptopecten Dall, Bartsch & Rehder, 1938
  - Hinnites Defrance, 1821
  - Leptopecten Verrill, 1897
  - Lindapecten Petuch, 1995
  - Mimachlamys Iredale, 1929
  - Paraleptopecten Waller, 2011
  - Pedum Bruguière, 1792
  - Spathochlamys Waller, 1993